# Natalie Liebknecht

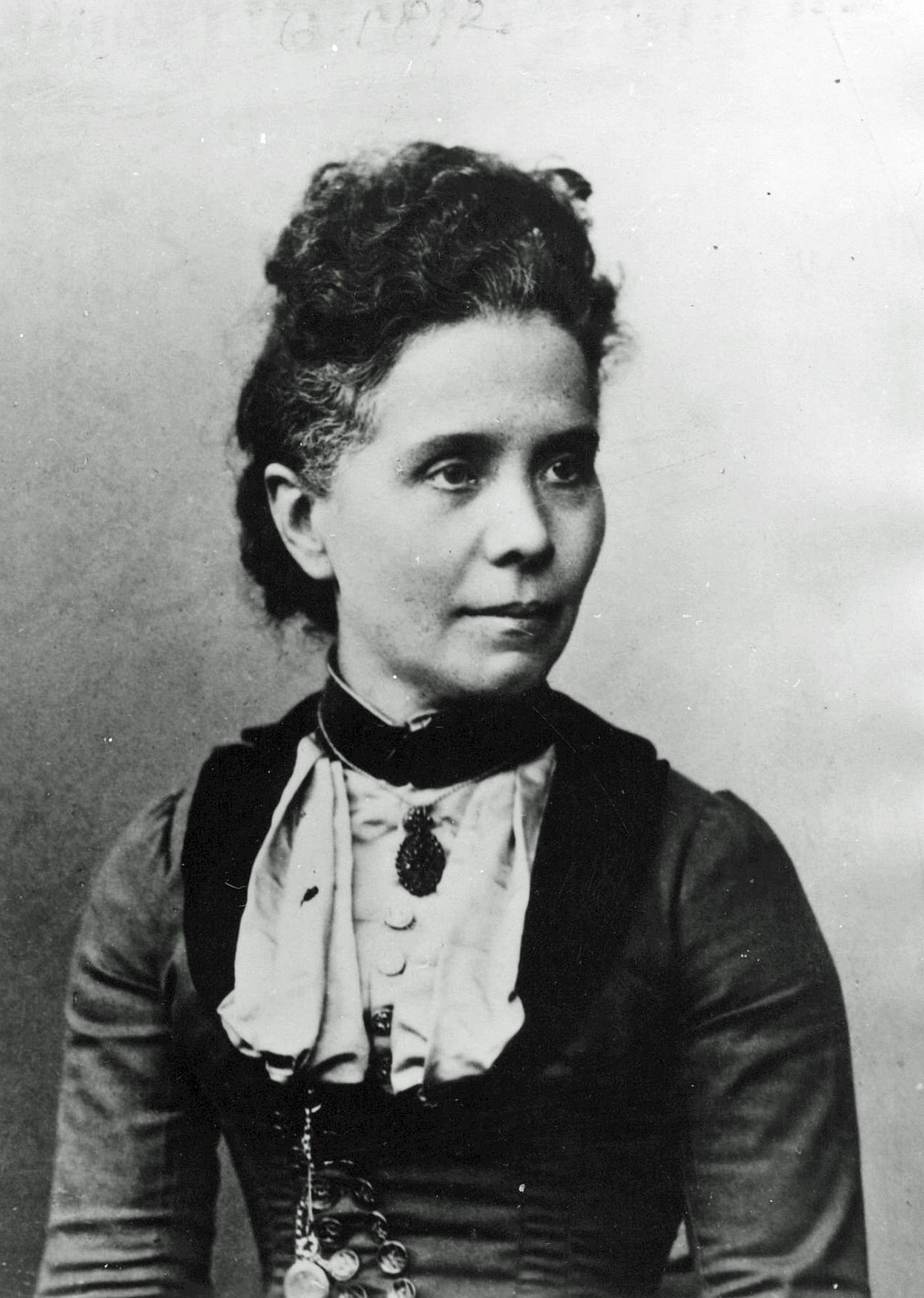
Natalie Liebknecht, um 1870

Wilhelmine Natalie Liebknecht, geb. Reh (* 19. Juli 1835 in Darmstadt; † 1. Februar 1909 in Berlin), war eine deutsche Übersetzerin und zweite Ehefrau des SPD-Mitgründers Wilhelm Liebknecht.
Zu ihren fünf Söhnen gehörte der letzte Vorsitzende der USPD, Theodor Liebknecht, sowie der spätere Mitgründer der KPD, Karl Liebknecht.

## Leben

### Herkunft
Sie war die Tochter des Darmstädter Hofgerichtsrats und letzten Präsidenten der Frankfurter Nationalversammlung von 1848/49, Theodor Reh (1801–1868), und seiner Ehefrau Caroline Theodore Louise Weidig (1802–1843). Ihr Onkel war der Theologe und Vormärzler Friedrich Ludwig Weidig (1791–1837).
Herkunftsbedingt besaß sie eine gute, vor allem eine fremdsprachliche Bildung. Sie war mit der Familie des Arztes Ludwig Büchner und besonders mit dessen Frau Sophie befreundet. Außerdem bestand über den gleichen Urgroßvater Johann Georg Liebknecht eine entfernte Verwandtschaft zur Familie Liebknechts.

### Heirat
Am 16. März 1868 erlebte sie August Bebel (1840–1913) und den Witwer Wilhelm Liebknecht (1826–1900) während einer Wahlkampfveranstaltung in Darmstadt. Zu dieser Zeit arbeitete sie als Lehrerin. Einer Einladung Ludwig Büchners zu einer Abendgesellschaft auf der Darmstädter Ludwigshöhe folgend, lernte Natalie Reh Wilhelm Liebknecht persönlich kennen. Am 30. Juli desselben Jahres folgte die Heirat in Gießen. Anschließend zog sie nach Leipzig zu Liebknecht und seinen zwei Töchtern aus erster Ehe (Alice, geb. 1857, und Gertrud, geb. 1863) in die Braustraße 15.

### Tätigkeiten
Neben ihrer Tätigkeit als Hausfrau führte sie brieflichen Austausch mit zahlreichen Personen der internationalen Arbeiterbewegung, dazu zählten Karl Marx, Friedrich Engels oder Franz Mehring. Laut Bundesarchiv hat sie auch mit Ilona B. Benda korrespondiert. Aufgrund der häufigen Abwesenheit ihres Mannes führte sie den Familienhaushalt weitgehend selbständig, schrieb aber auch in ihren Briefen neben über poiltische Themen häufig über die daraus entstehende Einsamkeit und Entbehrung. Ihre Briefe werden deutschlandweit in Archiven bewahrt.
Sie erlangte eigene Bekanntheit als Übersetzerin englischsprachiger sozialkritischer Texte und Romane, die teilweise deutschlandweit mit Zensur belegt wurden. Dazu gehörte der Roman Kunde von Nirgendwo von William Morris, welchen sie zusammen mit Clara Steinitz erstmals ins Deutsche übersetzte. Auch übersetzte sie den sozialpolitischen Roman Sybil von Benjamin Disraeli sowie das in Deutschland zensierte Werk The true History of Joshua Davidsohn von Elizabeth Lynn Linton, erstmals ins Deutsche.

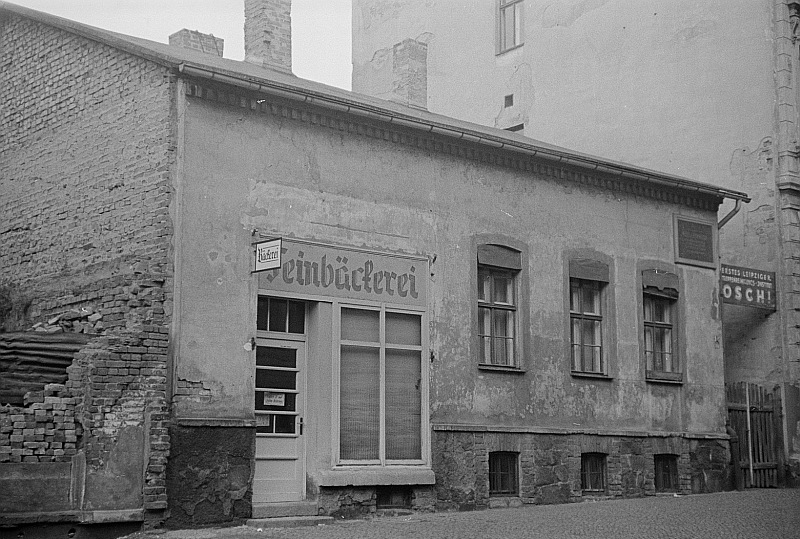
Geburtshaus Karl Liebknechts in der Braustraße 15, Leipzig. Wilhelm und Natalie Liebknecht lebten dort mit insgesamt sieben Kindern bis 1881.

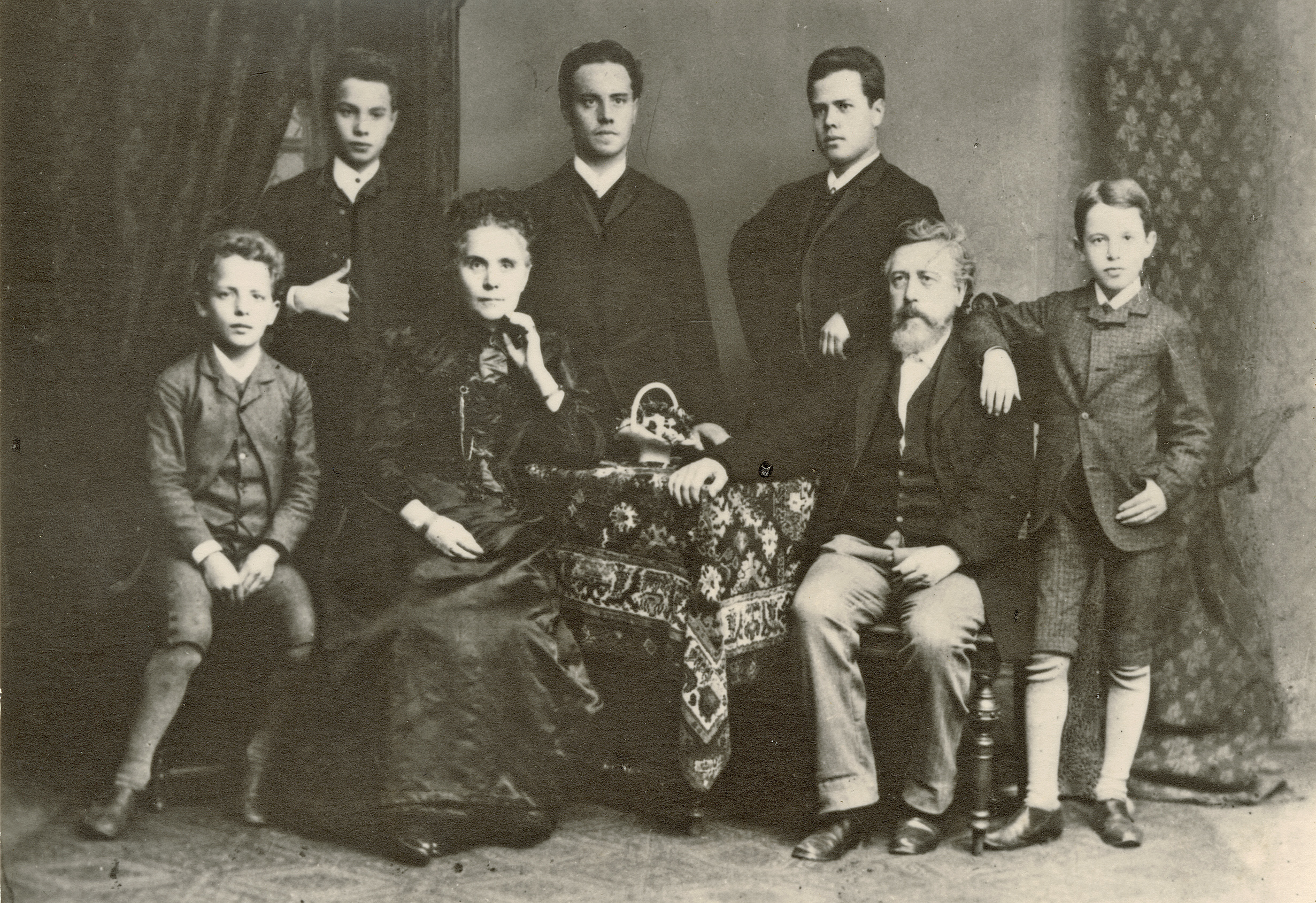
Familie Natalie und Wilhelm Liebknecht mit den gemeinsamen Söhnen, um 1890

### Familie
Aus der Ehe gingen fünf eigene Söhne hervor:
1. der Rechtsanwalt, sozialistischer Politiker und letzter USPD-Vorsitzender Theodor Liebknecht (1870–1948)
2. der prominente sozialistische Politiker, Ausrufer der „freie[n] sozialistische[n] Republik Deutschland“ und KPD-Mitgründer Karl Liebknecht (1871–1919)
3. der Chefchemiker von Degussa, Entwickler eines Verfahrens zur Herstellung des Bleichmittels Natriumperborat und Professor an der Universität Berlin Otto Liebknecht (1876–1949)
4. der Mediziner Wilhelm-Alexander Liebknecht (1877–1972)
5. der Dermatologe Curt Alexander Wilhelm Liebknecht (1879–1966)

Der Umstand, das diese meist akademische Berufe teilweise ohne Bezug zur Sozialdemokratie ausübten, führte mehrfach zur Verunglimpfung der Familie in der konservativen Presse.
Aufgrund des Sozialistengesetzes von 1878 und des Kleinen Belagerungszustandes in Leipzig wurden 1881 unter anderem August Bebel und Wilhelm Liebknecht aus Leipzig ausgewiesen. Sie kamen in Borsdorf im heutigen Bebel-Liebknecht-Haus Borsdorf unter, während Natalie mit den Kindern in einer Wohnung am damaligen Südplatz 11 (heute Karl-Liebknecht-Straße 69) in Leipzig blieb, so dass diese zur Schule gehen konnten. Sie besuchten sie regelmäßig an den Wochenenden und in den Ferien. Dieser Zustand dauerte bis 1890 an. Dann zog die Familie im September des Jahres nach Berlin um.

## Tod und Beisetzung
Natalie Liebknecht starb am 1. Februar 1909 und wurde am 5. Februar auf dem Zentralfriedhof Friedrichsfelde an der Seite ihres Ehemanns beigesetzt. Nach einem Bericht im Vorwärts sollen Tausende die Feier begleitet haben. August Bebel veröffentlichte einen im Original zweiseitigen Nachruf in der „Wochenschrift der deutschen Sozialdemokratie“ Die Neue Zeit, Clara Zetkin einen in der sozialdemokratischen Frauenzeitschrift Die Gleichheit.

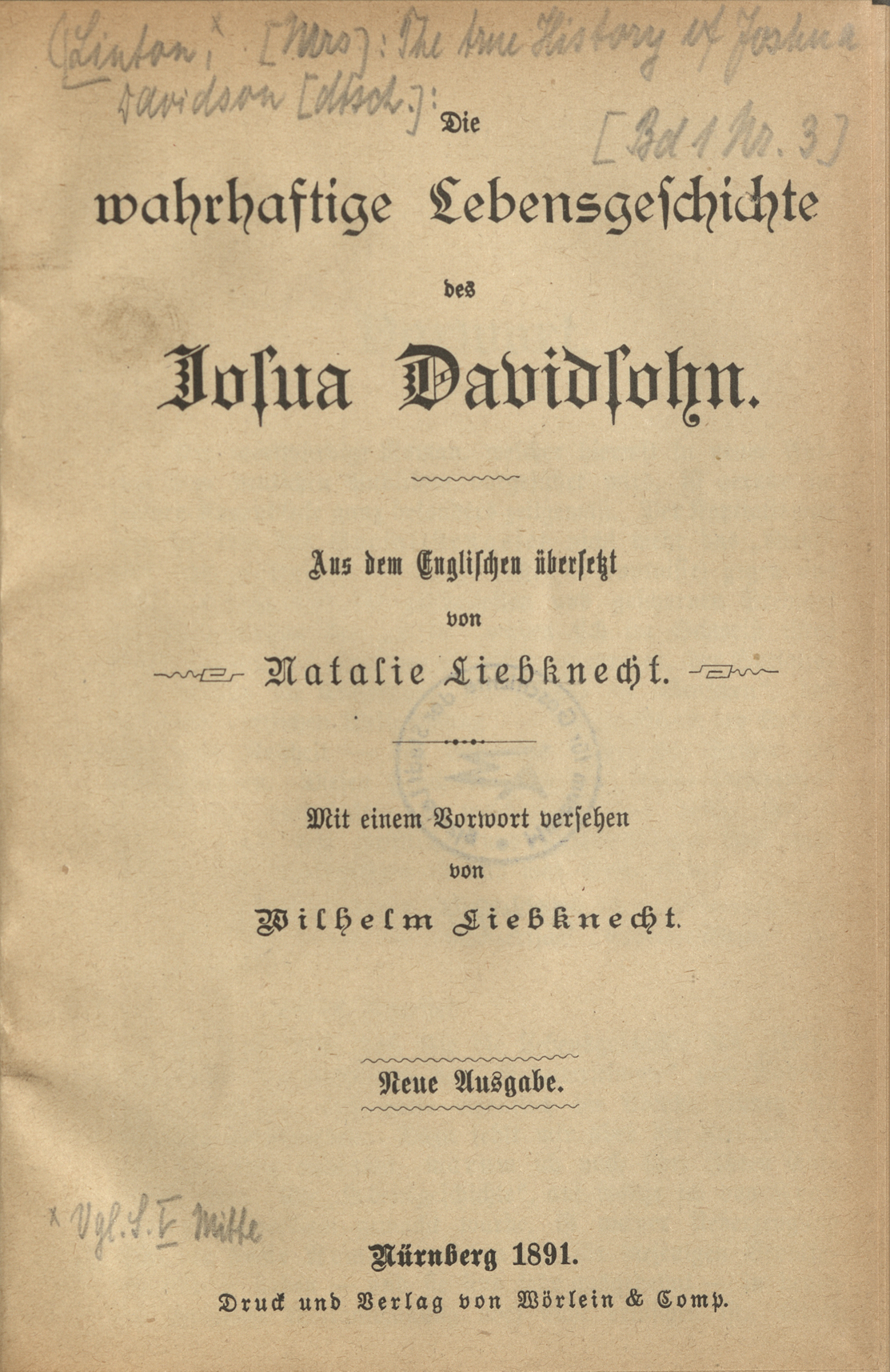
Elizabeth Lynn Linton: Die wahrhaftige Lebensgeschichte des Josua Davidson. Übersetzung von Natalie Liebknecht, 1891

## Übersetzungen
- Benjamin Disraeli: Sybil. Sozialpolitischer Roman. Übersetzt von Natalie Liebknecht. Max Bading, Berlin um 1882, DNB 981894933.
- Die Ritter der Arbeit. Nach dem Amerikanischen des Zor von N. Liebknecht. Bading, Berlin 1888, DNB 57460538X (Digitalisat, abgerufen am 13. August 2025).
- Elizabeth Lynn Linton: Die wahrhaftige Lebensgeschichte des Josua Davidsohn. Aus dem Englischen übersetzt von Natalie Liebknecht. Mit einem Vorwort versehen von Wilhelm Liebknecht. Neue Ausgabe, Wöhrlein & Comp., Nürnberg 1891, DNB 574945687 (Digitalisat, abgerufen am 12. August 2025).
- Robert Blatchford: Sozialismus und Sklaverei. [Auszug aus: Merrie England]. Deutsch von Natalie Liebknecht. Berlin 1896.[10]
- William Morris: Der Kunde von Nirgendwo. Hrsg. von Wilhelm Liebknecht. [Aus dem Englischen übersetzt von Natalie Liebknecht und Clara Steinitz]. Dietz, Stuttgart 1900.[11]